# Луций Ветурий Филон (консул 220 пр.н.е.)
Вижте пояснителната страница за други личности с името Луций Ветурий Филон.
Луций Ветурий Филон (на латински: Lucius Veturius Philo) e политик на Римската република през 3 век пр.н.е. Той е баща на Луций Ветурий Филон (консул 206 пр.н.е.) и приятел на Сципионите.
През 220 пр.н.е. Лууций Филон е консул заедно с Квинт Лутаций Катул. Едновременно консули са Марк Валерий Левин и Квинт Муций Сцевола. През 217 пр.н.е. той е номиниран за диктатор за провеждането на избори.
През 210 пр.н.е. той е цензор заедно с Публий Лициний Крас Див. Те приемат изгоненият през 219 пр.н.е. за несправедливо разпределение на плячката Марк Ливий Салинатор отново в сената.  Ветурий умира същата година и колегата му Крас напуска.